# Suniário II de Ampúrias
Suniário II de Ampúrias ou Suniário II do Rossilhão (ca. 840 — 915) foi conde de Ampúrias, desde 862 até 915, e Conde de Rossilhão, de 896 até 915, ano em que morreu.

## Biografia
Obteve conjuntamente com o seu irmão Dela I de Ampúrias (c. 840 - 894) em 862 o Condado de Ampúrias confiscado ao considerado rebelde Hunifredo., exercendo desta forma um governo conjunto.
Em 878 participou do Concílio de Troyes, em que foi destituído Bernardo de Gótia que tinha sob seu poder, desde o ano de 865, o concelho de Rossilhão.
Suniário II, junto com seu irmão Dela, tentaram ocupar o condado de Gerona, mas o seu primo, o conde de Barcelona Vifredo I de Barcelona "o Cabeludo",  deteve-os. 
Em 888 viajou para Orleães para homenagear o Rei Odão I de Paris. Em 891 preparou uma expedição contra os sarracenos, enviando uma frota de 15 embarcações que chegaram às proximidades de Almería, tendo este conflito, no entanto, terminado com uma trégua.

## Relações familiares
Filho de Suniário I Ampúrias e Rossilhão (ca. 790 - 848), Conde de Ampúrias e Conde de Rossilhão. Casou com Ermengarda de quem teve:
1. Bencião I de Rossilhão (ca. 860 - 916), Conde de Rossilhão e Conde de Ampúrias, casado com Gotelana de Rossilhão.
2. Gausberto I de Ampúrias (c. 870 - 931), Conde de Rossilhão e Conde de Ampúrias, casado com Trutagrada.
3. Arsinda, casada com o visconde Francão II de Narbona (918/919)[4]
4. Emelrado de Elna (? - ca. 920) bispo de Elne.
5. Guadal de Elna (? - ca. 947) tal como o seu irmão Emelrado, foi bispo de Elne.